# Pa kua

Pa kua, "secuencia del cielo tardío"

El Pa kua o Bagua (‘ocho estados de cambio’) es el nombre que recibe un símbolo de origen chino compuesto por ocho trigramas (agrupaciones de tres líneas, unas sobre otras, algunas enteras y otras cortadas) ordenados de una manera determinada alrededor de un centro, el yin-yang.

## Origen

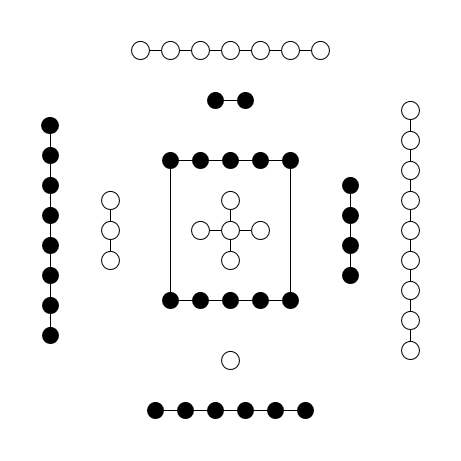
Diagrama del Río (Amarillo) (河圖; Hétù)

La traducción de los vocablos chinos, pa significa ‘ocho’, y kua ‘mutaciones’, ’transformaciones’ o ‘cambios’.  Cada uno de los ocho estados de cambio se representa con tres líneas, pudiendo ser completas o cortadas, yang o yin (⚊ o ⚋).  Según la leyenda, fue el mítico emperador chino Fu-Hi quien vio la existencia de similitudes entre las marcas inscritas en el caparazón de una tortuga a orillas del río Amarillo y las constelaciones del cielo. A partir de dicha observación, creó los ocho trigramas, que rigen las leyes universales, el orden del mundo, los fenómenos de la naturaleza, y al ser humano. Cada trigrama está en relación con uno de los ocho puntos cardinales.
- Chino moderno
  - 八卦, en chino moderno (simplificado)
  - pakua, transcrito según en Wade-Giles
  - bāguà, transcrito según pinyin
- Chino antiguo
  - /*pˤret kʷˤres/ según Baxter-Sagart
  - Escritura en bronce

## Significado

Pa kua, "secuencia del cielo primitivo"

Hay muchas maneras de ordenar los trigramas; el que se ejemplifica a continuación pone énfasis en su estructura familiar. Las direcciones de compás son las de la "secuencia del cielo primitivo", atribuida a Fu-Hi en el 3000 a. C. (aunque no aparece por primera vez sino hasta el siglo undécimo de nuestra era). Parece que se trata de una secuencia de números binarios.
800 años después aproximadamente apareció el Ba Gua del Cielo Posterior. Figura de arriba.
2000 años después los 8 Trigramas se combinaron para generar 64 Hexagramas y el movimiento energético de la naturaleza se haría más detallado con el ordenamiento del Rey Wen.
Se explican a continuación los Trigramas siguiendo el ordenamiento de Fu Xi.
1. CH'IEN (☰), Tres trazos superpuestos, representa al Cielo y al padre. Reina en el sur.
2. K'UN (☷), Tres trazos quebrados superpuestos, representa la Tierra y a la madre. Reina en el norte.
3. CHEN (☳), Un trazo continuo en la base y dos quebrados arriba, representa el trueno y al hijo mayor. Reina en el nordeste.
4. K'AN (☵), Dos trazos quebrados y un trazo continuo en el centro, representa el agua y al hijo del medio. Reina en el oeste.
5. KEN (☶), Dos trazos quebrados superpuestos y uno continuo arriba, representa la montaña y al hijo menor. Reina en el noroeste.
6. SUN (☴), Un trazo quebrado en la base con dos trazos continuos encima, representa el viento y a la hija mayor. Reina en el sudoeste.
7. LI (☲), Un trazo quebrado en medio de dos trazos continuos, representa el fuego y a la hija del medio. Reina en el este.
8. TUI (☱), Dos trazos continuos superpuestos, con un trazo quebrado encima, representa el lago y a la hija menor. Reina en el sudeste.

En cuanto a sus correspondencias matemáticas y cosmológicas, su registro más antiguo es en los escritos de Shao Yong en el siglo XI. Es a él a quien se deben los diagramas que conocemos hoy del Ba Gua y el Yi Jing. Considerando el yin y yang (⚋ y ⚊) como los números binarios 0 y 1, los números decimales que corresponden a las líneas yang son: arriba: 1, medio: 2, y abajo: 4.
Como se ve, todo origina en el Taiji. Los elementos de los trigramas corresponden al antiquísimo sistema de las cinco fases, o wu xing:
| elemento       | metal | metal | fuego | madera | madera | agua | tierra | tierra |
| -------------- | ----- | ----- | ----- | ------ | ------ | ---- | ------ | ------ |
| triagramas     | ☰     | ☱     | ☲     | ☳      | ☴      | ☵    | ☶      | ☷      |
| número binario | 111   | 110   | 101   | 100    | 011    | 010  | 001    | 000    |
| número decimal | 7     | 6     | 5     | 4      | 3      | 2    | 1      | 0      |